# سي. ويلسون (لاعب كرة قدم أمريكية)
سي. ويلسون (بالإنجليزية: C. J. Wilson)‏ (و. 1985  م) هو لاعب كرة قدم أمريكية أمريكي، ولد في دالاس، تكساس، مركز لعبه هو ظهير خلفي ‏.

## التعليم
تعلم في Terrell High School ‏
.